# Институт сверхтвёрдых материалов имени В. Н. Бакуля
Институт сверхтвёрдых материалов имени В. Н. Бакуля (укр. Інститут надтвердих матеріалів ім. В. М. Бакуля) — научно-исследовательский институт Национальной академии наук Украины.

## История

### 1961—1991
В 1960 году группой учёных Института физики высоких давлений АН СССР (Л. Ф. Верещагин, В. А. Галактионов, Ю. Н. Рябинин, А. Л. Семерчан, Л. Ф. Слесарев) был осуществлён синтез алмазов, на этой основе с ноября 1960 года В. Н. Бакулем была разработана промышленная технология получения искусственных алмазов.
В июле 1961 года с целью создания промышленного синтеза алмазов и других сверхтвёрдых материалов и разработки на их основе прогрессивных инструментов на базе Центрального технологического бюро твердосплавного инструмента и его исследовательского завода в Киеве был создан Институт сверхтвёрдых материалов, в этом же году при институте заработало промышленное производство (первая партия синтетических алмазов в количестве 2000 карат была выпущена в ИСМ в октябре 1961 года).
Основателем и первым директором института сверхтвёрдых материалов стал доктор технических наук, Герой Социалистического Труда Валентин Николаевич Бакуль.
В 1963 году институт выполнял работы по внедрению синтетических алмазов на 580 предприятиях СССР (180 из которых были расположены на территории УССР). Также, в 1963 году институт был награждён орденом Трудового Красного Знамени.
В 1966 году начал деятельность музей истории института.
В 1972 году институт вошёл в состав Академии наук УССР.
В 1970-е годы в ходе выполнения мероприятий по озеленению Киева по инициативе В. Н. Бакуля при институте был создан ботанический сад (на территории которого работниками института был оборудован цветник, высажены голубые ели, ивы, сакура, магнолии и деревья иных пород).
В 1975 году разработанная коллективом сотрудников института алмазная заточка стружколомающих канавок на передних поверхностях твердосплавных резцов была введена на Минском автозаводе (что позволило в 1,5 раза увеличить срок службы резцов).
В марте 1977 года директором института стал профессор Н. В. Новиков. Общая стоимость работ, выполненных институтом в 1977 году составляла около 7 млн. советских рублей.
В 1979 году институт был награждён Золотой медалью ВДНХ за создание гибкого сверла в виде стальной трубки с режущей частью из искусственного алмаза и масляным охлаждением (обеспечивающее возможность сверления криволинейных отверстий в стекле, керамике и кварце).
В июле 1979 года институт начал издание научно-теоретического журнала «Сверхтвёрдые материалы».
В начале 1980-х годов основными направлениями деятельности института являлись:
- исследование механизма образования и роста кристаллов алмаза и иных сверхтвёрдых материалов[1]
- разработка оборудования для производства сверхтвёрдых материалов и инструмента из них[1]
- разработка прогрессивных технологических процессов механической обработки[1]
- изучение физико-химических процессов взаимодействия алмаза и кубического нитрида бора с металлами и другими материалами в различных динамических условиях[1]

По состоянию на 1982 год, институт являлся ведущим учреждением СССР в области разработки и внедрения сверхтвёрдых материалов, оборудования для их производства и инструментов на их основе; в состав института входили 20 отделов и лабораторий, специализированное конструкторско-технологическое бюро и опытный завод, при институте действовала аспирантура.
В 1985 году институт предложил новые разработки для предприятий автомобильной промышленности СССР: алмазный эластичный инструмент "Ежик"-АЛПЕ и сверхтвёрдый материал "киборит" на основе нитрида бора для обработки наплавленных поверхностей с глубиной резания до 2 мм.
В 1987 году специалисты института совместно с болгарскими коллегами создали и ввели в эксплуатацию завод искусственных алмазов на машиностроительном комбинате им. Фридриха Энгельса в городе Казанлык.
В 1988 году сотрудник института сверхтвёрдых материалов, доктор химических наук В. Соложенко на основании калориметрических экспериментов установил, что кубический нитрид бора (второй материал по твёрдости после алмаза, который был впервые синтезирован в лабораториях при высоких давлениях и температурах в 1958 году и в природных условиях не образуется) является термодинамически стабильным материалом при нормальных условиях. Тем самым было доказано, что существует принципиальная возможность получения этого материала при атмосферном давлении. В дальнейшем, институт начал разрабатывать технологию производства КНБ.
В 1990 году институту было присвоено имя В. Н. Бакуля. Общая стоимость работ, выполненных институтом в 1990 году составляла 60 млн советских рублей.
В 1991 году институт выпустил максимальное количество искусственных алмазов за весь период деятельности: 20 млн. 731 тыс. 247 карат.

### После 1991
6 июня 1996 года решением президиума НАН Украины был создан научно-технический алмазный концерн «АЛКОН», головной организацией которого стал институт сверхтвёрдых материалов имени В. Н. Бакуля.
C 1992 по 1997 год институт экспортировал в Японию порошок кубического нитрида бора. Кроме того, в начале 1997 года институт продал промышленную установку в Южную Корею.
В институте освоено производство керамических элементов для бронежилетов.
В мае 1999 года Кабинет министров Украины выделил институту 1 233 473 гривен из средств государственного бюджета страны на выполнение фундаментальных научных исследований.
В 2000 году в институте был создан новый материал (по твёрдости следующий за алмазом) — карбонитрид бора.
В 2003 году была создана Украинская ассоциация по росту кристаллов (Ukrainian Association for Crystal Growth, UACG), в состав которой вошёл институт.
По состоянию на начало 2008 года, институт:
- разрабатывал технологии и режущий инструмент для эффективной обработки изделий из труднообрабатываемых материалов[2]
- разрабатывал технологии и инструмент для лезвийной обработки деталей из брони типа 110Г13Л[2]
- разрабатывал технологии и инструмент для формирования винтовых нарезов в деталях типа «ствол» методом глубокого пластического деформирования[2]
- изготавливал оптические детали из полупроводниковых материалов и карбида кремния[2]
- проводил экспертную оценку эффективности использования различных лезвийных и алмазно-абразивных инструментов[2]
- осуществлял расчёт деформаций в сложнопрофильных конструкциях под влиянием силового и температурного нагружения[2]
- осуществлял комплексные исследования структурных особенностей и износостойкости материалов для военной техники[2]
- имел возможность консультировать и осуществлять обучение и переподготовку специалистов по технологиям механической обработки при производстве и восстановлении деталей военной техники[2]

К началу апреля 2012 года в связи с незначительным объёмом государственных заказов на продукцию института, хозяйственное положение института было не вполне благополучным, имело место устаревание технической базы опытного производства.
В 2014 году Институт сверхтвёрдых материалов имени В. Н. Бакуля НАН Украины в сотрудничестве с Институтом геологии и минералогии им. В. С. Соболева СО РАН был разработан новый сверхпрочный материал — спек из наноразмерных композитов на основе импактных алмазов, добываемых на Попигайском месторождении.